# IC 1795
IC 1795 – mgławica emisyjna znajdująca się w konstelacji Kasjopei w odległości ponad 6000 lat świetlnych od Ziemi. Jako całość odkrył ją Edward Barnard prawdopodobnie pod koniec XIX wieku, jednak jej najjaśniejszy fragment (noszący oznaczenie NGC 896 w New General Catalogue) odkrył William Herschel już 3 listopada 1787 roku.

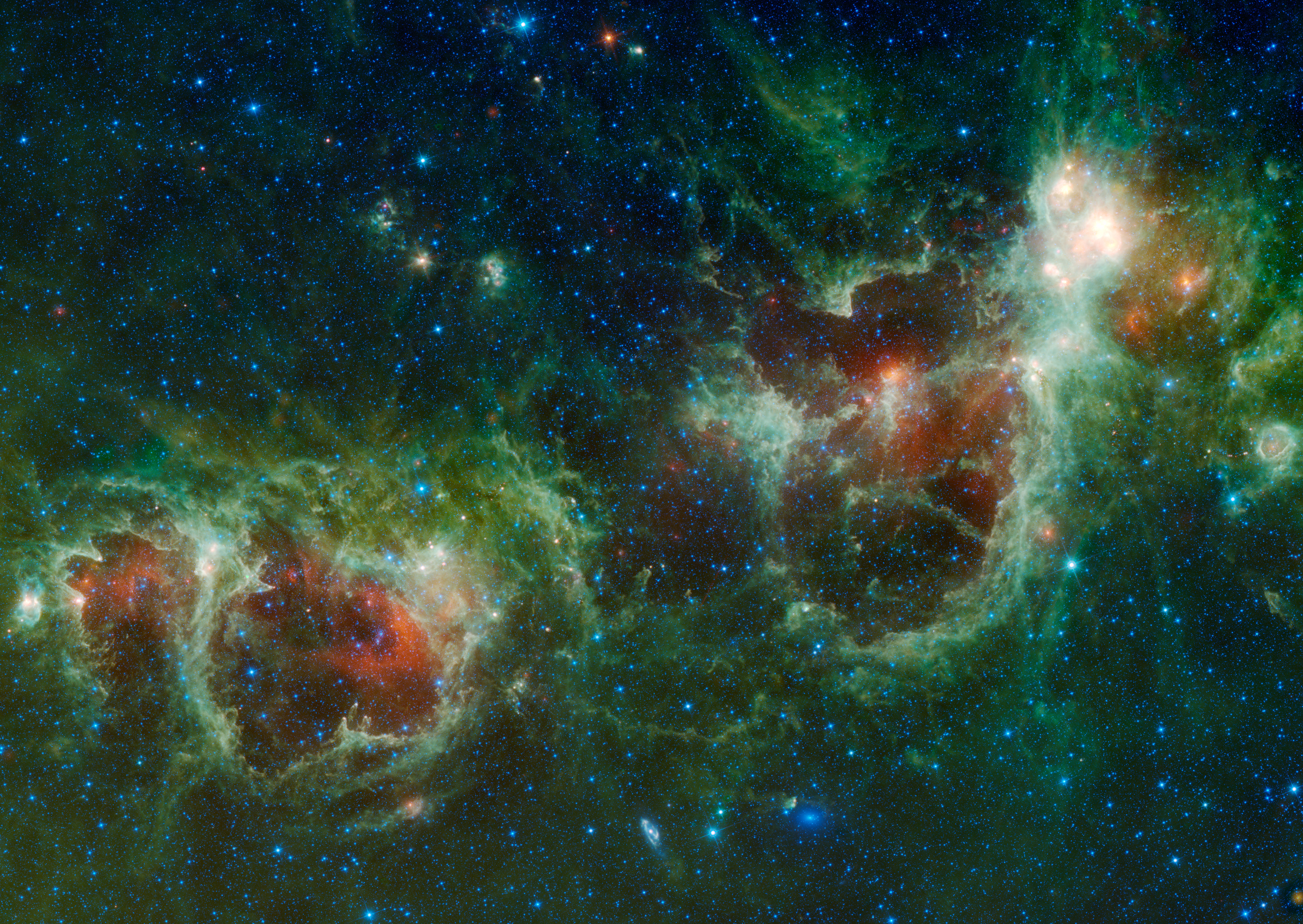
Mgławice: Dusza (po lewej), Serce oraz IC 1795 – jasna mgławica w prawym górnym rogu. Zdjęcie w podczerwieni z teleskopu WISE

Mgławica ta jest częścią złożonego obszaru formowania gwiazd, leżącego na granicy dużego obłoku molekularnego położonego wzdłuż ramienia Perseusza Drogi Mlecznej. Znajduje się obok Mgławicy Serce (IC 1805). 